# Чирела (Ређо ди Калабрија)
Чирела је насеље у Италији у округу Ређо ди Калабрија, региону Калабрија.
Према процени из 2011. у насељу је живело 382 становника. Насеље се налази на надморској висини од 271 м.